# Henri Charles-Lavauzelle
Henri Charles-Lavauzelle (geboren 18. März 1853 in Limoges; gestorben 13. April 1926 ebenda) war ein französischer Buchhändler, Verleger und Drucker. Er war der Gründer der Druckerei Charles-Lavauzelle in Limoges.

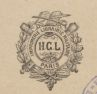
Logo der Druckerei Henri Charles-Lavauzelle (1920)

Im Jahr 1879 übernahm er die Leitung der 1835 gegründeten Druckerei und Papierfabrik, die daraufhin den Namen Druckerei Charles-Lavauzelle annahm. Sie wurde schnell zu einem der wichtigsten Lieferanten der französischen Armee, die sich nach der Niederlage von 1870 in ihren Zuständigkeitsbereichen zu modernisieren suchte. Sie wurde zum Herausgeber des vom Ministerium verfassten Bulletin de la Guerre und später von La France Militaire. Während des Ersten Weltkriegs wurde das Unternehmen von Georges Clemenceau mit der Citation à l’ordre de la Nation geehrt.